# 投行风云
《投行风云》（英語：Industry）是一部英美合拍的电视剧，于2020年首播。该剧由米奇·唐（Mickey Down）和康拉德·凯（Konrad Kay）创作，讲述了一群年轻的毕业生在伦敦一家著名的投资银行皮尔庞特公司（Pierpoint & Co）工作的故事。
该剧于2020年11月9日在美国的HBO首播，于2020年11月10日在英国的BBC Two首播。

## 播出日程
| 季數 | 集数 | 集数 | 首播日期      | 首播日期       |
| 季數 | 集数 | 集数 | 首映          | 季终           |
| ---- | ---- | ---- | ------------- | -------------- |
| 1    | 8    | 8    | 2020年11月9日 | 2020年12月21日 |
| 2    | 8    | 8    | 2022年8月1日  | 2022年9月19日  |
| 3    | 8    | 8    | 2024年8月11日 | 2024年9月29日  |

## 演员
《投行风云》拥有庞大的演员阵容，但只有哈珀（麥哈拉·哈羅德饰）、雅斯敏（玛莉莎·阿贝拉饰）、罗伯特（哈里·洛特饰）和艾瑞克（梁肯饰）每集均有出演。古斯（大卫·琼森饰）、肯尼（康纳·麦克尼尔饰）和达里亚（弗雷亚·梅弗饰）出现在第一季的每一集中，而丹尼（亚历克斯·阿洛玛尔·阿克波博姆饰）则出现在第二季的每一集中。其他演员出现频率较低，但在出现时会被列为主角。

### 主角
- 雅斯敏·卡拉-哈纳尼（Yasmin Kara-Hanani），玛莉莎·阿贝拉饰，是一个来自富裕家庭的雄心勃勃的毕业生，能流利使用英语、西班牙语、法语、意大利语、德语和阿拉伯语，在皮尔庞特的外汇销售（FX）部门工作。
- 莎拉·达瓦尔（Sara Dhadwal，第一季），普里杨加·伯福德饰，是皮尔庞特伦敦分公司总裁[2]。
- 希拉里·温德姆（Hilary Wyndham），马克·德克斯特饰，是皮尔庞特公司外汇部门的董事总经理[2]。
- 哈珀·斯特恩（Harper Stern），麥哈拉·哈羅德（Myha'la Herrold）饰，是来自纽约宾厄姆顿的聪明、有才华的年轻女性，在皮尔庞特的跨产品销售（CPS）部门工作[3]。
- 古斯·萨基（第一季至第二季），大卫·琼森饰，是一名黑人同性恋毕业生，曾就读于伊顿公学和牛津大学古典学专业，最初在皮尔庞特的投资银行部（IBD）工作，后调至CPS部门[4] 。
- 罗伯特·斯佩林，哈里·洛特（Harry Lawtey）饰，是来自威尔士工人阶级背景的牛津大学毕业生，在皮尔庞特的CPS部门工作。
- 格雷格·格雷森（第一季），本·劳埃德-休斯饰，是CPS部门的副总裁[2]。
- 肯尼·基尔班，康纳·麦克尼尔（Conor MacNeill）饰，是皮尔庞特外汇部门的副总裁，雅斯敏的直属上司[5]。
- 达里亚·格里诺克（第一季；第二季客串），弗雷亚·梅弗（Freya Mavor）饰，皮尔庞特CPS部门的副总裁，哈珀的经理[6]。
- 克莱门特·科恩（第一季）德里克·里德尔饰，是CPS副总裁，罗伯特的经理，有海洛因成瘾问题[7]。
- 哈里·达尔（试播集），纳巴汉·里兹万饰，是来自说乌尔都语的移民家庭的公立学校毕业生，在皮尔庞特的IBD部门工作。
- 西奥·塔克（第一季），威尔·都铎饰，是一名在伊顿公学毕业的隐秘同性恋者，皮尔庞特的二年级研究分析师[8]。
- 埃里克·陶，梁振邦饰，CPS部门的董事总经理，收哈珀为徒[9]。
- 妮可·克雷格，莎拉·帕里什饰，是皮尔庞特的客户，在第一季对哈珀及第二季对罗伯特进行性骚扰。
- 菲利姆·比查恩，安德鲁·布坎饰，基金经理及皮尔庞特最大的客户。
- 乌斯曼·阿布德（第一季），阿米尔·埃尔-马斯里饰，是克莱门特的主要客户卡斯帕·泽登的助理。
- 丹尼·范·德文特（第二季），亚历克斯·阿洛玛尔·阿克波博姆（Alex Alomar Akpobome）饰，皮尔庞特纽约分公司的执行董事，与哈珀有关系。
- 马克西姆·阿隆索（第一季和第二季），尼古拉斯·毕晓普饰，雅斯敏的家庭朋友及皮尔庞特的潜在客户之一。
- 塞莱斯特·帕凯（第二季），卡特琳娜·德·坎多尔饰，皮尔庞特的私人财富经理之一，与雅斯敏有关系。
- 里希·拉姆达尼（第二季至今；第一季常驻）萨加·拉迪亚饰，CPS部门的副經理及做市商[10]。
- 维妮西亚·贝伦斯（第二季至今；第一季客串），印地·刘易斯饰，雅斯敏在外汇部门的新人。
- 比尔·阿德勒（第二季至今；第一季客串）特雷弗·怀特饰，皮尔庞特全球固定收益及货币（FICC）主管。
- 杰基·沃尔什（第二季；第一季常驻），卡尔芬·邓恩饰，外汇部门的副总裁。
- 杰西·布鲁姆（第二季），杰伊·杜普拉斯饰，哈珀的主要客户，一位在疫情期间大获成功的对冲基金经理。
- 查尔斯·哈纳尼（第二季至今），亚当·莱维饰，雅斯敏的父亲。
- 利奥·布鲁姆（第二季），桑尼·普恩·蒂普饰，杰西的儿子，与古斯有关系。
- 奥罗尔·阿德昆勒（第二季至今），菲丝·阿拉比饰，保守党议员及卫生与社会关怀委员会成员。
- 安娜·吉尔林（第二季；第三季常驻），埃琳娜·索雷尔饰，FutureDawn Partners的负责人及哈珀的新老板。
- 斯威特皮·戈莱特利（第三季），米里亚姆·佩奇饰，新员工，业余时间在TikTok和OnlyFans上经营副业。
- 佩特拉·科尼格（第三季），莎拉·戈德伯格饰，FutureDawn的投资组合经理。
- 诺顿子爵（第三季），安德鲁·哈维尔饰，亨利的叔叔和报纸老板。
- 丹妮丝·奥尔德罗伊德（第三季）菲奥娜·巴顿饰，雅斯敏的律师及塞布的姐姐。
- 凯迪·麦克法兰（第三季），艾略特·索尔特饰，绿色科技能源公司Lumi的员工。
- 威廉敏娜·法斯宾德（第三季），乔吉娜·里奇饰，皮尔庞特的首席财务官。
- 奥托·莫斯汀（第三季），罗杰·巴克利饰，亨利的教父。
- 詹姆斯·阿什福德（第三季），汤姆·斯托顿饰，阿什福德资产管理公司的首席执行官。
- 安拉杰·查布拉（第三季；第二季常驻），伊尔凡·沙姆吉饰，CPS部门的毕业交易员。
- 亨利·马克（第三季），基特·哈灵顿饰，绿色科技能源公司Lumi的首席执行官。
- 阿里·埃尔·曼苏尔（第三季），法迪·埃尔赛德饰。
- 亚历山大·林德（第三季），古斯塔夫·林德饰。
- 弗兰克·韦德（第三季），乔尔·金·布斯特饰，皮尔庞特的能源分析师。
- 维奈·萨卡尔（第三季），阿西姆·乔德里饰。

### 常驻角色
- 塞布·奥尔德罗伊德（第一季），乔纳森·巴恩韦尔饰，雅斯敏的不成器、染毒的男友。
- 贾斯汀·克莱曼，约书亚·詹姆斯饰，皮尔庞特的人力资源主管。
- 阿扎尔·卡拉（第一季），海伦·马克苏德饰，雅斯敏的母亲。
- 坎迪斯·奥尔布赖特，亚历山德拉·莫恩饰，埃里克的妻子。
- 戴安娜（第二季）布列塔尼·阿什沃斯饰，里希的未婚妻。
- 约翰-丹尼尔·斯特恩（第二季），艾丹·布拉德利饰，哈珀的兄弟。
- 鲍勃·斯佩林高级（第二季），里克·沃登饰，罗伯特的父亲。
- 露辛达·杨，露比·本塔尔饰，皮尔庞特的人力资源员工。

## 制作
2017年11月，HBO宣布该剧进入开发阶段，米奇·唐（Mickey Down）和康拉德·凯（Konrad Kay）将负责编剧，简·特兰特（Jane Tranter）作为执行制片人，旗下的Bad Wolf英国制作公司负责制作。
2019年6月，HBO宣布批准该剧，莉娜·邓纳姆（Lena Dunham）将执导试播集。主要摄影工作于2019年6月在威尔士卡迪夫开始。2019年12月，麦哈拉·赫罗尔德（Myha'la Herrold）、玛丽莎·阿贝拉（Marisa Abela）、哈里·劳特（Harry Lawtey）、大卫·约翰逊（David Johnson）、纳巴汉·里兹万（Nabhaan Rizwan）、弗雷娅·梅弗（Freya Mavor）、威尔·图德（Will Tudor）、康纳·麦克尼尔（Conor MacNeill）和梁肯（Ken Leung）加入该剧演员阵容，廷吉·克里什南（Tinge Krishnan）、埃德·利利（Ed Lilly）和玛丽·奈吉（Mary Nighy）担任导演，山姆·H·弗里曼（Sam H. Freeman）和凯特·维尔吉斯（Kate Verghese）担任编剧。
2020年12月，HBO续订了该剧的第二季。2021年7月，亚历克斯·阿洛玛尔·阿克波博姆（Alex Alomar Akpobome）和亚当·莱维（Adam Levy）被选为新一季的常驻演员，而在第一季中客串的英迪·刘易斯（Indy Lewis）被提升为第二季的常驻演员。第二季的拍摄于2021年12月8日结束。2022年3月，杰伊·杜普拉斯（Jay Duplass）、桑尼·普恩·蒂普（Sonny Poon Tip）和卡特琳娜·德·坎多尔（Katrine De Candole）被选为第二季的新常驻演员。
2022年10月，HBO续订了该剧的第三季。由于该剧演员是基于英国工会Equity的协议，因此预计在WGA和SAG罢工期间，制作不会暂停。2023年4月，基特·哈灵顿（Kit Harington）和莎拉·戈德伯格（Sarah Goldberg）加入第三季的常驻演员。2024年5月，米里亚姆·佩奇（Miriam Petche）、安德鲁·卡维尔（Andrew Cavill）、罗杰·巴克利（Roger Barclay）、法迪·埃尔赛德（Fady Elsayed）和菲奥娜·巴顿（Fiona Button）被加入到第三季。

## 发行
该剧的第一季在美国于2020年11月9日在HBO和HBO Max首播。在英国于2020年11月10日在BBC首播。
第二季于2022年8月1日在HBO首播，于2022年9月27日在BBC One首播。
第三季于2024年8月11日在HBO首播。

## 评价
在烂番茄网站上，第一季的好评率为76%，基于38条评论的平均评分为7.7/10。网站的评论一致认为：“虽然《投行风云》在社会评论方面略显肤浅，但犀利的编剧和出色的演员阵容让这部肥皂剧式的职场剧仍然很容易让人享受。”第一季在Metacritic上，根据17条评论，该剧的加权平均分为69分（满分100分），显示“普遍好评”。
第二季在烂番茄上的好评率为96%，基于25条评论的平均评分为8.1/10。网站的评论一致认为：“《投行风云》将复杂的金融术语转化为尖锐的对话，在这部精彩的第二季中充满了受挫的野心和经受考验的忠诚。”《名利场》将该剧形容为《继承之战》和《亢奋》之间的“缺失环节”。
第三季在烂番茄上的好评率为96%，基于25条评论的平均评分为8.9/10。网站的评论一致认为：“在这场浮士德式的老鼠竞赛中找到狡猾且出人意料的新角度，《投行风云》的第三季是迄今为止最精彩的一季。”在Metacritic上，基于12条评论的该季的加权平均分为83分（满分100分），显示“普遍赞誉”  On Metacritic, it has a weighted average score of 83 out of 100 based on 12 reviews, indicating "universal acclaim".。